# VII. Armee-Korps (Deutsches Kaiserreich)
Das VII. Armee-Korps war ein Großverband der Preußischen Armee von 1820 bis 1919.

## Gliederung

### Deutsch-Französischer Krieg 1870/71
- 13. Division
  - 25. Infanterie-Brigade
  - 26. Infanterie-Brigade
  - Westfälisches Jäger-Bataillon Nr. 7
  - 1. Westfälisches Husaren-Regiment Nr. 8
  - 3. Fußabteilung/Westfälisches Feldartillerie-Regiment Nr. 7
  - zwei Kompanien/Pionier-Bataillon Nr. 7
- 14. Division
  - 27. Infanterie-Brigade
  - 28. Infanterie-Brigade
  - Hannoversches Husaren-Regiment Nr. 15
  - 1. Fußabteilung/Westfälisches Feldartillerie-Regiment Nr. 7
  - eine Kompanie/Pionier-Bataillon Nr. 7
  - zwei Abteilung/Westfälisches Feldartillerie-Regiment Nr. 7
  - Westfälisches Train-Bataillon Nr. 7

Quelle: Geschichte des Infanterie-Regiments Prinz Friedrich der Niederlande (2. Westfälisches) Nr. 15

### Friedensgliederung 1900
- 13. Division in Münster
- 14. Division in Düsseldorf
- Westfälisches Jäger-Bataillon Nr. 7 in Bückeburg
- Eskadron Jäger zu Pferde des VII. Armee-Korps (zugeteilt dem 2. Westfälischen Husaren-Regiment Nr. 11) in Wesel
- Westfälisches Fußartillerie-Regiment Nr. 7 in Köln
- Westfälisches Pionier-Bataillon Nr. 7 in Deutz
- Westfälisches Train-Bataillon Nr. 7 in Münster

Quelle: Rangliste der Königlich Preußischen Armee 1900

### Friedensgliederung 1914
- 13. Division in Münster
- 14. Division in Düsseldorf
- Westfälisches Jäger-Bataillon Nr. 7 in Bückeburg
- Maschinengewehr-Abteilung Nr. 7 in Paderborn
- Westfälisches Fußartillerie-Regiment Nr. 7 in Köln
- Kommando der Pioniere des VII. Armee-Korps
  - 1. Westfälisches Pionier-Bataillon Nr. 7 in Köln
  - 2. Westfälisches Pionier-Bataillon Nr. 24 in Köln
- Westfälische Train-Abteilung Nr. 7 in Münster

Quelle: Rangliste der Königlich Preußischen Armee 1914

## Geschichte
Das Korps wurde am 3. April 1820 aus dem seit Oktober 1815 bestehenden Generalkommando im Herzogtum Westfalen errichtet. Das Generalkommando befand sich bis zur Auflösung 1919 in Münster und war bis zum Ausbruch des Ersten Weltkriegs der III. Armee-Inspektion unterstellt.
Im Jahre 1892 wurde der Truppenübungsplatz Senne bei Paderborn für gefechtsmäßigen Schießübungen und Exerzieren in größeren Verbänden erworben.

### Deutscher Krieg 1866

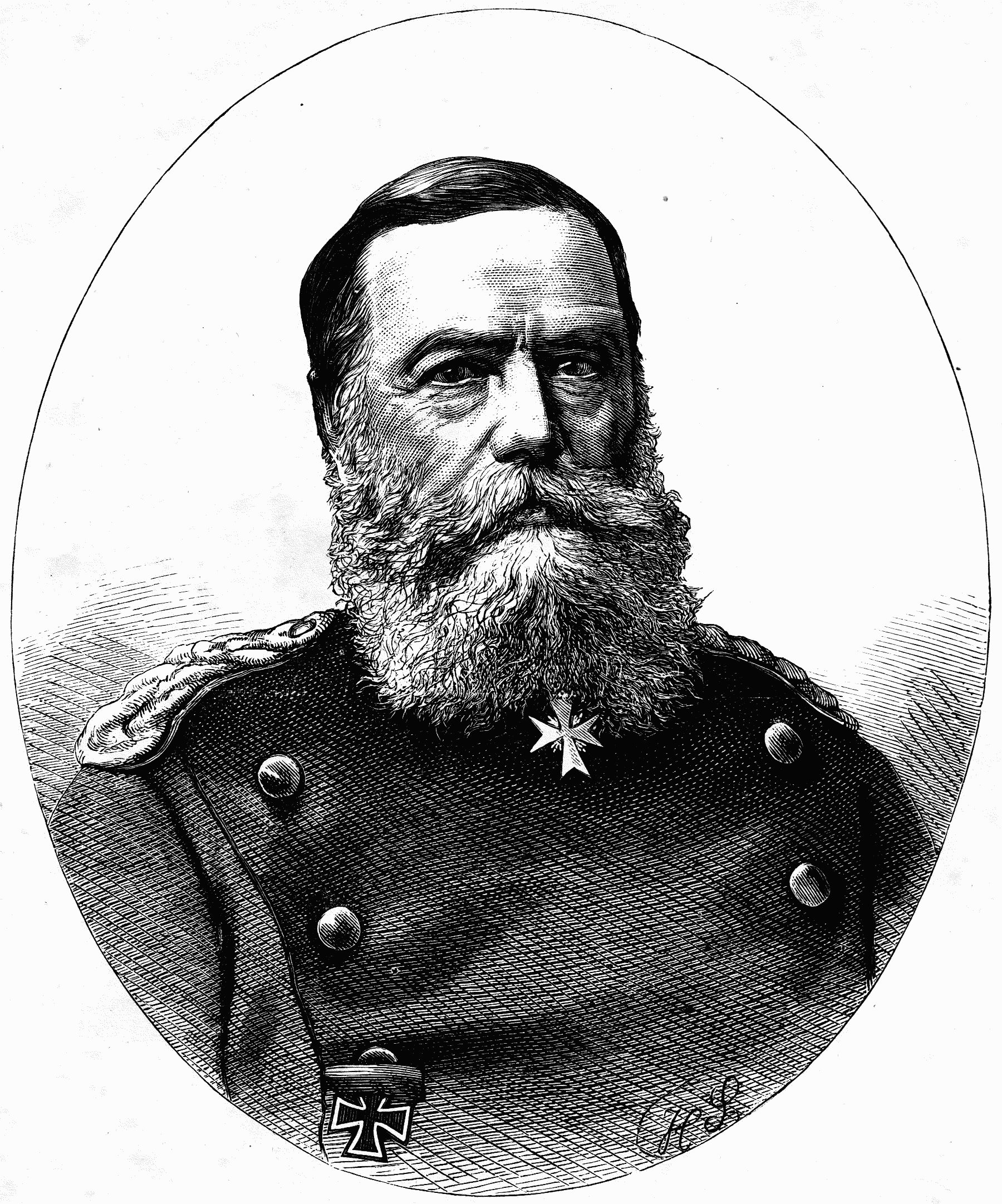
General der Infanterie Eduard Vogel von Falckenstein

Nachdem Preußen dem Königreich Hannover am 15. Juni 1866 den Krieg erklärt hatte, begann die Westarmee (Generalkommando preußisches VII. Armee-Korps) unter General der Infanterie Vogel von Falckenstein von Hamburg (Division Manteuffel) und Minden (Division Goeben) aus, den Vormarsch auf Hannover. General Vogel von Falckenstein hatte den Befehl erhalten die Österreich unterstützende Hannoversche Armee schnellstmöglich zu entwaffnen. Nachdem König Georg V. seine Armee jedoch schon am 15. Juni 1866 in Göttingen versammelt hatte, war seine Hauptstadt ohne Verteidigung. Die Hannoveraner verließen die Stadt in der Absicht sich mit den aus Süden kommenden Bayern zu vereinigen, bevor die Preußen sie erreichen konnten. Die preußische „Division Goeben“ zog darauf am 16. Juni kampflos in Hannover ein.
Die in den Elbherzogtümern formierte „Division Manteuffel“ konnte mit ihrer Vorhut unter General von Flies die hannoveranische Armee unter Generalmajor Arentschildt einholen und am 27. Juni in der Schlacht bei Langensalza angreifen. Die Schlacht endete zwar mit einem Sieg der Hannoveraner, jedoch waren sie zu diesem Zeitpunkt durch preußische Truppen eingekreist und aufgrund der Versorgungslage nicht mehr fähig, weiterzukämpfen. Nach der Kapitulation des Königreich Hannover wurde das Korps Teil der Mainarmee.
Bei den vom 4. Juli bezeichneten Gefechten von Dermbach kämpfte die östlich des Fuldatals vorgehende „Division Goeben“ mit der „Brigade Kummer“ (Infanterie-Regimenter Nr. 13 und 53) bei Zella gegen die bayrische Division Zoller. Die bei Roßdorf gegenüber der Brigade Wrangel stehende bayerische Division Hartmann konnte den Verlust von Wiesenthal nicht verhindern. Goebens Streitkräfte hatten zwar durch die Besetzung von Wiesenthal und Zella einen begrenzten Erfolg erreicht, aber den Gegner nicht zu einem generellen Rückzug zwingen können. Das Ziel des Bundesheeres, die Vereinigung des VIII. Bundeskorps mit dem VII. Bundeskorps der Bayern, war nicht erreicht worden. Das Erstgenannte unter Alexander von Hessen-Darmstadt zog sich nach Frankfurt, das letztgenannte unter Prinz Karl von Bayern ging auf Kissingen zurück.
General von Falckenstein wandte sich dem Bayerischen zu und sandte die „Division Goeben“ nach Kissingen um von dort aus weiter nach Schweinfurt zu marschieren. Bei einem Scharmützel am 9. bei Waldfenster wurde durch Gefangene ermittelt, dass sich das bayrische Korps in Kissingen befände. Die „Division Manteufel“ wurde nun der Goeben’schen als Verstärkung hinterhergesandt. In der Schlacht bei Kissingen am 10. Juli eroberte die „Division Goeben“ Kissingen. Die „Division Manteuffel“ siegte zuerst in dem mehrstündigen Gefecht bei Friedrichshall, bevor sie Winkels besetzen konnte.
Als Falckenstein am 11. Juli aus dem Hauptquartier die Nachricht, dass für die voraussichtlichen Waffenstillstandsverhandlungen die Besetzung der Länder nördlich des Mains wichtig wäre, erreichte, ordnete er einen sofortigen Rechtsabmarsch der Mainarmee in Richtung Frankfurt an. Von Lohr aus marschierte die verstärkte 13. Division in zwei getrennten Brigaden zu je 6000 Mann über Waldaschaff auf Laufach. Goebens Division hatte bereits in Dermbach im Schwerpunkt der Kämpfe gestanden und bei Kissingen schwere Verluste erlitten.
Die unterstellte 26. Infanteriebrigade traf am 13. Juli im Gefecht bei Frohnhofen auf den Feind. Während die 25. Brigade unter Generalmajor Kummer nicht in Kampfhandlungen verwickelt wurde, konnte die 26. Brigade unter Wrangel die Hessen auf Aschaffenburg zurückwerfen. Am nächsten Tag versuchten die von einer österreichischen Brigade verstärkten Hessen vergeblich in der Schlacht bei Aschaffenburg der 13. Division den Übergang über den Main zu verwehren. Mit dem Überschreiten des Mains stand den Operationen der preußischen Truppen gegen das VIII. Bundeskorps kein größeres Geländehindernis mehr entgegen.
Nach seinem Einzug in Frankfurt wurde General Falckenstein am 19. Juli als Kommandierender General der Mainarmee abberufen und zum Gouverneur des besetzten Böhmen ernannt, „um dort die Organisation und Sicherung der Verpflegung zu bewirken“. General Edwin von Manteuffel wurde sein Nachfolger, seine Kombinierte Division übernahm General von Flies. Nachdem sich die Mainarmee wieder verstärkt hatte, wurde die Offensive erneut aufgenommen. Die 13. Division rückte auf Darmstadt, die anderen Truppenteile links des Mains auf Miltenberg vor. Kurz nachdem die oldenburgisch-hanseatische Brigade unter Generalmajor Weltzien, vor Hochhausen eintraf, erreichte die Brigade Wrangel als Avantgarde der 13. Division die Tauber bei Bischofsheim und traf im Gefecht bei Tauberbischofsheim auf die württembergische Division unter Generalleutnant Hardegg. Die Preußen konnten die Württemberger dank ihrer überlegenen Feuerkraft zurückdrängen. Die Division Flies überschritt derweil ohne auf Widerstand zu stoßen die Tauber bei Wertheim.
Am Vormittag des 25. Juli setzte die Mainarmee den Vormarsch nach Würzburg in drei Kolonnen fort. Während die „Brigade Kummer“ von Bischofsheim auf der großen Straße nach Würzburg marschierte, sicherte die „Brigade Wrangel“ von der rechten Flanke aus. Als bei Paimar heftiges Geschützfeuer vernommen wurde, ließ Goeben die „Brigade Kummer“ nach Gerchsheim vorgehen. Dorthin hatte sich das VIII. Bundeskorps zurückgezogen. Dort auf Widerstand treffend, schwenkte die Brigade nach Schönfeld, um von dort am Abend in der Flanke des Gegners anzugreifen. Bei dem Gefecht bei Gerchsheim war das Bundeskorps genötigt den Flankenangriff auf seinem mit linken Flügel abzuwehren und der Brigade „Kummer“ bot sich dabei die Möglichkeit Gerchsheim zu besetzen.
Die Division „Beyer“ stieß am 25. in Helmstadt auf die sich dahin zurückgezogene bayerische Armee. Die Gefechte bei Helmstadt endeten am 26. Juli in Roßbüttelbrunn und Uettingen.
Beim Artilleriebeschuss der Festung Marienberg oberhalb Würzburgs war die Mainarmee am Fuße des Bergs wieder vollständig versammelt. Nach Beendigung des Beschusses am Ende des Tages wurden Vorposten postiert. Es wurde eine bis zum 2. August andauernde Waffenruhe geschlossen. Am 22. August 1866 folgte der Friedensschluss mit den Bayern.

### Deutsch-Französischer Krieg
Im Krieg gegen Frankreich war das VII. Korps 1870/71 dem General der Infanterie von Zastrow unterstellt und der 1. Armee unter General von Steinmetz zugeführt. Die 13. Division unter Generalleutnant von Glümer erreichte bis zum 27. Juli per Bahn Call, dann per Fußmarsch am 1. August Trier. Die 14. Division unter Generalleutnant von Kameke wurde bis zum 22. Juli in Aachen ausgeladen und marschierte bis zum 2. August ebenfalls nach Trier. Auf dem Weg zu diesem Sammelpunkt erreichte das Korps die Nachricht, dass das französische IV. Korps nach Süden abmarschiert sei, daher wurde Saarbrücken neues Marschziel des Korps.
Am Morgen des 14. August 1870 deuteten Erkundungen darauf hin, dass sich die französische Armee im Abmarsch auf Metz befände. Die Schlacht bei Colombey wurde mit dem Angriff mit der 26. Infanteriebrigade, der Avantgarde der 13. Division eröffnet. Bevor Generalmajor von der Goltz seinen Angriff startete, informierte er die beiden Divisionen (13. und 14.) des Korps als auch das I. Korps darüber, um sich deren Unterstützung im Falle einer feindlichen Übermacht sicher zu sein. Der Angriff war zunächst gegen Colombey, wo die 3. Division des von General Decaen befehligten französischen III. Armeekorps stand, gerichtet. Nach etwa einstündigem Gefecht wurde die Situation für die 26. Brigade kritisch, als eine leichte Batterie des I. Armee-Korps (I. AK) eintraf und südwestlich Montoys in Stellung ging. Zwei von der 2. Division vorausgesandte Batterien fuhren kurz darauf zwischen Montoy und Noisseville auf. Als die 25. Brigade auf dem linken Flügel eintraf, drehte sich die kritische Lage. Als General von Zastrow auf dem Kampfplatz eintraf, sandte er umgehend die 28. Brigade zum Angriff links der 26. Brigade, während gleichzeitig die 25. Brigade unter General von der Osten-Sacken zum Angriff überging. Beim zweiten Versuch drängen sie den Feind nach Borny und Bellecroix, heute beides Communen von Metz, zurück.
Am 17. August überquerte das Korps die Mosel und zog in Richtung Gravelotte. General von Moltke plante den französischen rechten Flügel zu umgehen, dafür stand unter anderem das VII. Korps zur Verfügung. Am Nachmittag der Schlacht bei Gravelotte erhielt das Korps den Befehl die Dörfer Ars-sur-Moselle, Vaux und Jussy anzugreifen, um den linken feindlichen Flügel zu binden. Die Dörfer wurden erobert, die Brigade des Generals Lapasset zurückgedrängt und jedes weitere Vorwärtsziehen unterbunden.
Auf Anordnungen des Prinzen Friedrich Karl, Oberbefehlshaber der 2. Armee, verlegte das VII. Korps am Abend des 19. August sein Hauptquartier nach Ars. General von Zastrow teilte für die Einschließung von Metz der 13. Division die Verteidigung des linken, der 14. Division die des rechten Moselufers zu. Der linke Flügel der 26. Brigade schloss bei Rozérieulles an das VIII. Armeekorps. Nach dem entscheidenden Sieg bei  Sedan und der Gefangennahme des Kaisers und der Mac Mahon’schen Armee war nach Ansicht des Prinzen kein weiterer Durchbruchsversuch nach Norden zu erwarten. Er verlegte den im Westen gelegenen Schwerpunkt nach Süden.
Als der Oberbefehlshaber der 1. Armee, General Steinmetz, am 16. September zum Generalgouverneur von Posen ernannt wurde, vereinigte man bis auf weiteres die Oberkommandos der 1. und 2. Armee in der Hand des Prinzen Friedrich Karl. Nach Beendigung der Belagerung von Metz verließen die geschlagenen Franzosen am 29. Oktober Metz, das VII. Korps stand dabei gefechtsbereit an der Straße nach Ars-Laquenexy (heute: D999) um deren Vorbeimarsch abzunehmen, bevor die Stadt besetzt wurde.
Das VII. Armee-Korps wurde am 29. November unmittelbar dem Hauptquartier des Königs unterstellt. Es wurde, ohne die 14. Infanterie-Division, in Richtung Châtillon-sur-Seine in Marsch gesetzt. Das in Schlesien neu gebildete 5. Reserve-Ulanenregiment war der 13. Division als zweites Kavallerieregiment zugeteilt worden.
Zu Weihnachten 1870 trat das VII. Korps wieder zur 1. Armee zurück und am 12. Januar 1871 wurde es der neugebildeten Südarmee überwiesen. In Châtillon übernahm General von Manteuffel den Oberbefehl über die aus dem II. und VII. Armeekorps bestehende Südarmee, welche die Bedrohung der rückwärtigen Verbindungen durch die französische Ostarmee unter Bourbaki aufheben sollte. Manteuffels Armee marschierte umgehend zur Unterstützung des bedrängten XIV. Armee-Korps unter General von Werder in das Département Côte-d’Or. Als Manteuffel noch vor der Vereinigung mit Werder die Nachricht erhielt, dass sich Bourbaki bereits zurückzöge, vollzog seine Armee eine Rechtsschwenkung, um die Rückzugslinien der französischen Ostarmee abzuschneiden. Das preußische II. und VII. Korps nebeneinander, die 4. Reserve-Division unter General von Schmeling als Sicherung nach links gingen über die Jura nach Osten vor. Das Detachement Goltz verblieb östlich von Levier als Rückhalt dahinter. Das VII. Korps erreichte beim Vorgehen auf Besançon, am 19. Januar Sauvigny, am 20. Dampierre.
Am 30. Januar ging die Nachricht ein, dass Paris kapituliert hätte und ein 21-tägiger Waffenstillstand abgeschlossen worden sei. Von diesem waren die hiesigen Departments jedoch nicht berührt und die Südarmee sollte ihre Operationen bis zur völligen Entscheidung fortsetzen. Während das II. Korps weiter verfolgte, verblieb das VII. Korps als untätiger Zuschauer des Schlussaktes. Am 1. Februar um 12 Uhr mittags befahl General von Manteuffel den Angriff auf Pontarlier, wo die Masse der Franzosen konzentriert war, nur schwache Abteilungen waren bisher nach St. Laurent zurückgegangen. Die letzte Armee Frankreichs unter General Clinchant war gezwungen, an der schweizerischen Grenze überzutreten und sich dort internieren zu lassen. Das VII. Armeekorps erhielt am 6. März den Befehl, am nächsten Tag Richtung Châtillon-sur-Saône zu ziehen und die Departements Meuse, Vosges sowie die französisch bleibenden Teile von Meurthe und Moselle zu besetzen. Der Befehl zum Rückzug aus Frankreich traf am 23. Mai 1871 beim Korps ein.

### Erster Weltkrieg
Im August 1914 an der Westfront eingesetzt, rückte das VII. Korps im Verbande der 2. Armee durch das neutrale Belgien nach Nordfrankreich ein. Als Generalstabschef war Oberst von Wolff berufen, die 13. Division führte Generalleutnant von dem Borne, die 14. Division stand unter Generalmajor Fleck.

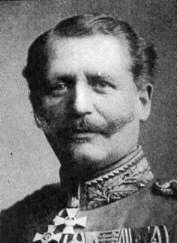
General der Kavallerie Karl von Einem

General der Kavallerie Karl von Einem, seit 11. August 1909 Kommandierender General, urteilte über das Korps:

„Kein Armeekorps in Deutschland war mir besser als das VII. Armeekorps bekannt. In ihm dienten die Söhne des Teutoburger Waldes und des Wesergebirges; in seinen Reihen standen die harten Bauern des Münsterlandes, der Gegend von Soest und Paderborn, und die Männer vom Niederrhein –  nicht zu vergessen aber auch der beste Stamm westfälischer Industriearbeiter, Bergleute und Eisenarbeiter. Man muß diese Menschen nur kennen, um sie nach ihrem Wert zu schätzen.“

Das Korps beteiligte sich zwischen 4. und 16. August 1914 an der Eroberung von Lüttich. Am 10. August übernahm die 13. Division mit dem zugeteilten II. Bataillon Pionier-Regiments 24 an der nördlichen Einschließungsstellung die Orte an der Chaussee Berviers—Lüttich, die 14. Division und die 43. Infanterie-Brigade gingen südlich des Besder-Tales in Stellung. Am 12. August eröffnete die schwere Artillerie der 13. Division das Feuer auf das Fort Chaudfontaine. Weil die 11. Infanterie-Brigade herausgelöst wurde und nach Lüttich zurückmarschierte übernahm die 13. Division am 14. August deren Abschnitt an der Straße Lüttich— Montfort und Maas-Oberstrom. Nach dem Fall der letzten Forts nahm das VII. Armeekorps den Vormarsch durch das südliche Belgien zur Sambre wieder auf. Am 17. August entlang der Straße Tongern-Noville vorgehend, erreichten die Truppen die Höhe von Thys und Momaile. Beim weiteren Vorgehen bildete das Korps den rechten Flügel der 2. Armee Bülow und hielt längs der Straße Nivelles – Binche vorgehend den Anschluss zur westlicher vorgehenden 1. Armee. Am 22. August trat das Korps in die Schlacht an der Sambre ein, es griff den linken Flügel der französischen 5. Armee östlich von Mons zwischen Peronnes und St. Pierre an und erreichte mit der 13. Division Binche und mit der 14. Division Anderlues. Am linken Flügel des Korps begleitete die 2. Garde-Reserve-Division des X. Reserve-Korps (Kirchbach) den weiterführenden Einbruch in Nordfrankreich. Ende August griff die 14. Division während der Schlacht von St. Quentin ein, zusammen mit der 2. Garde-Reserve-Division ging sie über die Oise vor und drängte die französische 69. Reserve-Division aus Saint-Quentin hinaus. Am 30. August griff die 14. Division von Essigny le Grand in Richtung Alaincourt über die Oise nach Osten an. Nachdem der rechte Flügel der 2. Armee im Raum südlich bei Mezieres verstärkt werden konnte, war auch das im Zentrum von den Franzosen bedrängte X. Reserve-Korps in der Lage den ganzen Oisebaschnitt zwischen Ribemont und Vendeuil zu überwinden. Der weitere Vormarsch führte die 14. Division nach Ham zum Somme-Kanal, weiter in Richtung auf Soissons und Venizel. Die zurückgebliebene 13. Division wurde zur Einschließung der Festung Maubeuge abgezweigt und erst später durch das VII. Reserve-Korps freigemacht. Am 5. September über Condé-en-Brie vorgehend, begleitete das VII. Korps den Hauptstoß des rechts vorgehenden IX. Korps (Quast) der 1. Armee über Montmirail auf Esternay zum Grand Morin.
Nach dem Rückzugsbefehl in der Marneschlacht hatte das VII. Korps (ohne 14. Infanterie-Division) am 9. September die Marne-Übergänge zwischen Port à Binson bis Jaulgonne zu sichern. Am 10. September sicherte die Masse der 13. Division die Vesle bei Fismes, die 26. Infanterie-Brigade sicherte den Fluss bei Braisne.
Am 12. September 1914 nach Beginn der Aisneschlacht übernahm General Eberhard von Claer die Führung des Korps, das am rechten Flügel der 2. Armee die Höhen östlich des Aisne-Marne-Kanals verteidigte. Das VII. Armee-Korps erkämpfte sich bis 20. September die neue Linie Orainville–Merlet–Aguilcourt–Guignicourt.

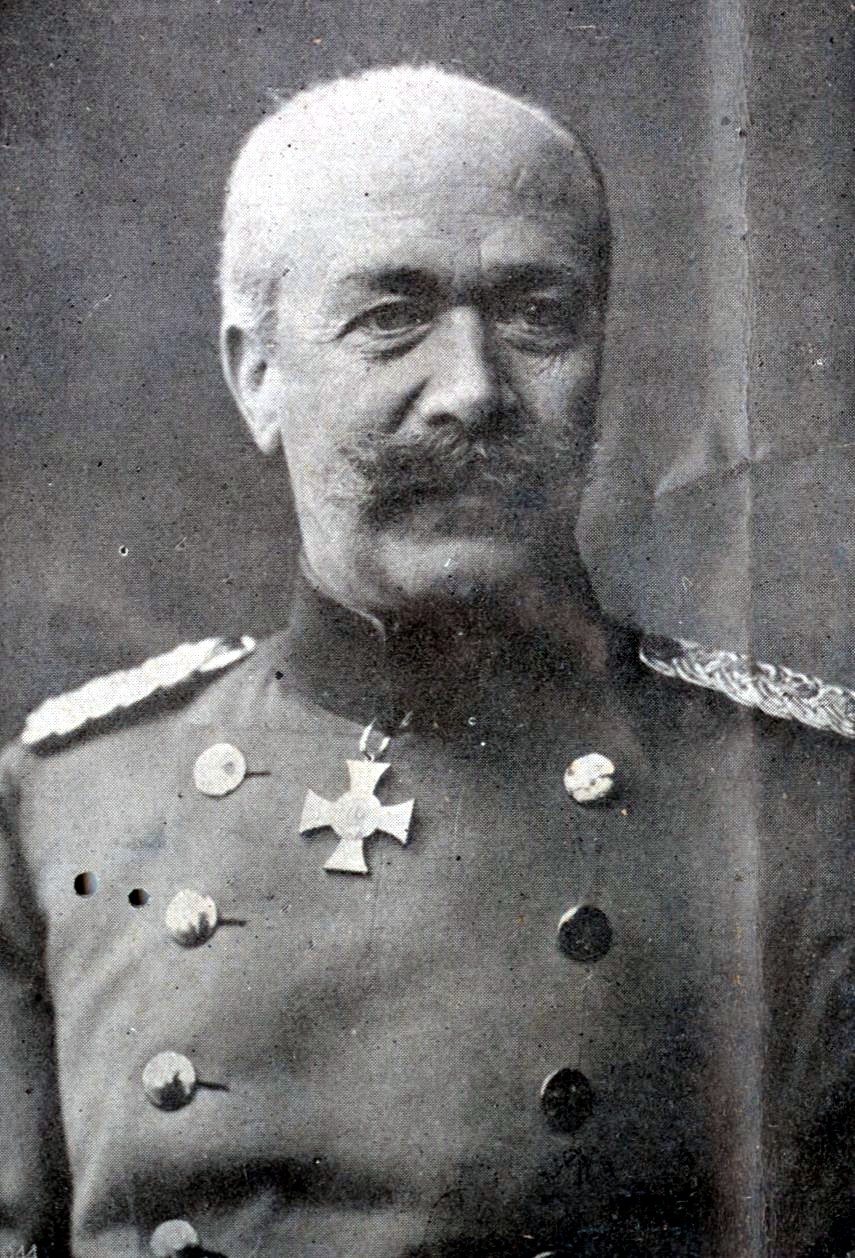
Hermann von François

Anfang Oktober 1914 wurde das Korps der 6. Armee unterstellt und kämpfte während des Wettlaufes zum Meer in der ersten Schlacht von Arras. Während die 13. Division das bayerische 1. Reservekorps noch bei Souchez unterstützte, befand sich die 14. Division bereits in Verlegung nach Neuve-Chapelle. Während der Ersten Schlacht von La Bassée traf auch die 13. Division ab 14. Oktober am neuen Kriegsschauplatz ein und rang nach Ablöse der 28. Division (XIV. A.K.) um den Ort Givenchy. Während der Frühjahrsschlacht bei La Bassée wurde General von Claer am 29. Juni 1915 durch General von François abgelöst. Das VII. Korps leistete während der Herbstschlacht im Artois im September 1915 zusammen mit dem IV. Korps die Abwehr des britischen Angriffes bei Loos.
Am 5. Juni 1916 wurde das Korps der 5. Armee unterstellt und in der Schlacht um Verdun eingesetzt. General von François übernahm Mitte Juli 1916 mit dem Generalkommando die Führung der westlichen Angriffsgruppe an der Maas.  Zwischen 18. Oktober und 30. November 1916 wurde das Korps als „Maasgruppe West“ bezeichnet. Zwischen 2. Juli 1917 und 9. Januar 1918 wurde das Korps erneut an der Maas eingesetzt, und wiederum als „Maasgruppe West“ bezeichnet. Ab dem 10. Januar 1918 war das  Korps der Armeeabteilung A unterstellt, ab dem 10. April der 7. Armee zugeführt. Ende Mai 1918 beteiligte sich das Korpskommando als Gruppe François an der Blücher-Offensive der 7. Armee am Ailette-Abschnitt zwischen Soissons und Reims. Ab 5. Juli wurde das Korps als Gruppe Woyna der 9. Armee zugeteilt und musste nach der am 18. Juli beginnenden alliierten Gegenoffensive in der Schlacht von Soissons seine Truppen auf Noyon zurücknehmen. Am Tag des Waffenstillstandes lag das Generalkommando wieder im Abschnitt der Armeeabteilung A.

### Westfälische Freikorps
Nachdem der Kommandierende General, Oskar von Watter, vorher das Einverständnis Gustav Noskes eingeholt hatte, ließ er am 11. Februar 1919 den Generalsoldatenrat für das Korps durch das Freikorps Lichtschlag auflösen und dessen anwesende Mitglieder verhaften. Am 16. Februar rückte das Freikorps auf seinen Befehl hin zu einer Befriedigungsaktion gegen Hervest aus. Die hier beginnende Blutspur brachte der Formation den Namen „Freikorps Totschlag“ ein.
Ende März 1919 übernahm der Kommandierende General das Oberkommando über alle westfälischen Freikorps. Sie trugen als gemeinsames Kennzeichen ein grün-weiß-schwarzes Band um den unteren Teil der Schulterklappe. Nach einer dreimonatigen Dienstzeit mit „besonders ausgezeichneten“ Leistungen wurde außerdem eine grüne um die linke Achsel zu tragende Schützenschnur verliehen.

## Kommandierender General
Das Generalkommando als Kommandobehörde des Armee-Korps stand unter der Führung des Kommandierenden Generals.
| Dienstgrad                             | Name                                    | Datum                                                        |
| -------------------------------------- | --------------------------------------- | ------------------------------------------------------------ |
| Generalleutnant                        | Johann Adolf von Thielmann              | 30. Oktober 1815 bis 2. April 1820                           |
| Generalleutnant                        | Philipp von Luck und Witten             | 03. April bis 23. Mai 1820 (mit der Führung beauftragt)      |
| Generalleutnant                        | Heinrich Wilhelm von Horn               | 24. Mai 1820 bis 31. Oktober 1829                            |
| General der Infanterie                 | Karl von Müffling genannt Weiß          | 28. November 1829 bis 29. März 1837                          |
| General der Infanterie                 | Ernst von Pfuel                         | 30. März 1837 bis 1. März 1848                               |
| General der Kavallerie                 | Karl von der Groeben                    | 02. März 1848 bis 1. Juni 1853                               |
| General der Infanterie                 | Ludwig Roth von Schreckenstein          | 02. Juni 1853 bis 2. Juni 1857                               |
| Generalleutnant                        | Eduard von Bonin                        | 03. Juni 1857 bis 21. November 1858                          |
| General der Infanterie                 | Karl Anton von Hohenzollern-Sigmaringen | 22. November 1858 bis 28. Juni 1860                          |
| General der Infanterie                 | Eberhard Herwarth von Bittenfeld        | 29. Juni 1860 bis 20. November 1864                          |
| General der Infanterie                 | Eduard Vogel von Falckenstein           | 21. November 1864 bis 19. Juli 1866                          |
| General der Kavallerie                 | Edwin von Manteuffel                    | 20. Juli 1866 bis 29. Oktober 1866                           |
| General der Infanterie                 | Heinrich Adolf von Zastrow              | 30. Oktober 1866 bis 4. September 1871                       |
| General der Kavallerie                 | Wilhelm zu Stolberg-Wernigerode         | 05. September 1871 bis 14. April 1882                        |
| Generalleutnant                        | Karl von Witzendorff                    | 15. April bis 22. November 1882 (mit der Führung beauftragt) |
| Generalleutnant/General der Kavallerie | Karl von Witzendorff                    | 23. November 1882 bis 6. August 1888                         |
| General der Kavallerie                 | Emil von Albedyll                       | 07. August 1888 bis 2. Juni 1893                             |
| Generalleutnant/General der Infanterie | Robert von Goetze                       | 03. Juni 1893 bis 4. April 1898                              |
| Generalleutnant/General der Infanterie | Viktor von Mikusch-Buchberg             | 05. April 1898 bis 12. Januar 1900                           |
| Generalleutnant                        | Ernst von Bülow                         | 27. Januar bis 21. Juli 1900 (mit der Führung beauftragt)    |
| Generalleutnant                        | Ernst von Bülow                         | 22. Juli 1900 bis 9. Mai 1901                                |
| General der Kavallerie                 | Moritz von Bissing                      | 18. Mai 1901 bis 11. Dezember 1907                           |
| General der Kavallerie                 | Friedrich von Bernhardi                 | 12. Dezember 1907 bis 10. August 1909                        |
| General der Kavallerie                 | Karl von Einem                          | 11. August 1909 bis 11. September 1914                       |
| General der Infanterie                 | Eberhard von Claer                      | 12. September 1914 bis 28. Juni 1915                         |
| General der Infanterie                 | Hermann von François                    | 29. Juni 1915 bis 5. Juli 1918                               |
| Generalleutnant                        | Wilhelm von Woyna                       | 06. Juli 1918 bis 17. Januar 1919                            |
| Würt. Generalleutnant                  | Oskar von Watter                        | 18. Januar bis 1. Oktober 1919                               |

## Sonstiges
Im September 1976 erfolgte im Schlosspark Nordkirchen ein feierliches Gelöbnis der Bundeswehr mit Aufführung eines Großen Zapfenstreichs und Übergabe der Fahnen des ehemaligen VII. Armee-Korps an die Verbände der 7. Panzergrenadierdivision.